# Kanae Oki
Kanae Oki (沖 佳苗?, Oki Kanae; Kōchi, 20 luglio 1986) è una doppiatrice giapponese.
È nota soprattutto per aver doppiato Love Momozono/Cure Peach in Fresh Pretty Cure!.

## Doppiaggio
Anime
- Impiegato della libreria (ep. 8) in Hataraki Man
- Kazu in Saint October
- Akie Takasugi in Hell Girl
- Minamo Aoi in Real Drive
- Jacqueline O. Lantern Dupré in Soul Eater
- Love Momozono/Cure Peach in Fresh Pretty Cure! e Fresh Pretty Cure! - Le Pretty Cure nel Regno dei Giocattoli
- Shino in Arrivare a te
- Love Momozono/Cure Peach in Eiga Pretty Cure All Stars DX - Minna tomodachi Kiseki no zenin daishūgō!
- Yū Amano in Digimon Xros Wars
- Kasuka Heiwajima (da giovane) in Durarara!!
- Hazuki Makino in Loups=Garous
- Love Momozono/Cure Peach in Eiga Pretty Cure All Stars DX 2 - Kibō no hikari Rainbow Jewel wo mamore!
- Yū Amano in Digimon Xros Wars
- Motochika Chōsokabe in Sengoku Otome: Momoiro Paradox
- Love Momozono/Cure Peach in Eiga Pretty Cure All Stars DX 3 - Mirai ni todoke! Sekai wo tsunagu Niji-iro no hana
- Ren Kurenai in Metal Fight Beyblade Zero-G
- Love Momozono/Cure Peach in Eiga Pretty Cure All Stars New Stage - Mirai no tomodachi
- Love Momozono/Cure Peach in Eiga Pretty Cure All Stars New Stage 3 - Eien no tomodachi
- Love Momozono/Cure Peach in Eiga Pretty Cure All Stars - Haru no carnival
- Love Momozono/Cure Peach in Eiga Pretty Cure All Stars - Minna de utau Kiseki no mahō!
- Love Momozono/Cure Peach in Eiga HUGtto! Pretty Cure Futari wa Pretty Cure - All Stars Memories

Altro
- Yun Dohee/Brave Pink Dino in Power Rangers Dino Force Brave